# Intervención peruana en Bolivia de 1828
La intervención peruana en Bolivia de 1828 llevada a cabo a mediados de 1828 por el Ejército del Perú encabezado por Agustín Gamarra en los departamentos altiplánicos de Bolivia con el objetivo de forzar la retirada de Antonio José de Sucre y las tropas grancolombianas acantonadas en el país ante la escalada de conflictividad entre Perú y la Gran Colombia, en la cual Perú no deseaba tener un enemigo en la retaguardia.
La intervención armada apaciguó el ambiente político y armado, y peligró la independencia y autonomía del naciente país. Fue la primera acción militar del Ejército del Perú fuera de toda influencia extranjera y que desencadenó la guerra grancolombo-peruana.

## Antecedentes

### Independencia de Perú
La aristocracia peruana no tenía nada de guerrera, terrateniente ni gobernante, era leal a la Corona porque le reconocía sus privilegios y por sentirse heredera de la metrópolis. También temía una guerra racial como en 1780. Los nobles rápidamente apoyaron al virrey cuando las rebeliones de Huánuco y Cuzco, iniciadas por criollos, quedaron bajo la dirección de indígenas posteriormente, en la República se vivieron levantamientos populares a gran escala en 1834, 1854-1855, 1865 y 1894-1895).
Por eso las alternativas políticas vinieron de regiones relativamente marginales para Madrid, como Buenos Aires o Caracas. Solamente la llegada de las expediciones libertadoras externas pudo crear proyectos serios de independencia. La declaración de la misma fue producto de un acuerdo entre los patriotas invasores y los realistas peruanos. Así nació la «larga letanía de la Independencia “concedida”» peruana (1821-1826), que por su propia dinámica, hizo que extranjeros ajenos a la realidad del país dirigieran el movimiento, y por ello fracasaran en la formación de un «Estado revolucionario», lo que retraso por años la posibilidad de los peruanos de organizar su propio proyecto institucional. En verdad, desde el desembarco de Paracas a la batalla de Ayacucho se vivió una guerra civil entre una minoría de patriotas apoyados por tropas extranjeras y una mayoría realista.
El 20 de septiembre de 1822, tras reunirse en Guayaquil con Simón Bolívar, Libertador y presidente de la Gran Colombia, el Protector del Perú, José de San Martín, renunció a su cargo y le sucede una Suprema Junta Gubernativa. Esta se vio pronto deslegitimada por sus derrotas en Moquegua y Torata. El Congreso Constituyente convocado estaba compuesto de representantes electos de forma poco democrática y con poca legitimidad (la mayoría de la población aún seguía bajo control realista). Todo esto llevó al golpe de Santa Cruz (27 de enero de 1823) que hizo proclamar presidente a José de la Riva-Agüero.
El Perú republicano, aún en guerra con los realistas que resistían en Cuzco bajo las órdenes del virrey José de la Serna, se sumergía en un período caótico en que ni siquiera los refuerzos del general de división, Antonio José de Sucre, pudieron impedir los reveses militares. Estaban enfrentadas las varias corrientes independentistas: el cada vez más débil monarquismo sanmartiniano, el republicanismo plebeyo, liberal y parlamentario (José Faustino Sánchez Carrión, Francisco Javier Mariátegui y Tellería y Francisco Xavier de Luna Pizarro), el republicanismo nacionalista y militarista acaudillado por Riva Agüero y el proyecto confederacional bolivariano. De estos, el con más sustento era Luna Pizarro, quien quería un Perú democrático, progresista y libre de españoles, colombianos y argentinos. Se opuso al monarquismo sanmartiniano, al militarismo caudillista y a los proyectos bolivarianos.
Finalmente, el Congreso pidió la intervención personal de Bolívar en el país el 19 de junio. Anteriormente, se firma el Convenio de Auxilios del 18 de marzo entre Juan Paz del Castillo y Mariano Portocarrero estableciendo que Colombia ayudara a Perú con 6.000 soldados y estarán al mando de Sucre hasta la llegada de Bolívar. Once días después un nuevo tratado firmado en Lima por Rafael Urdaneta y Ramón Herrera estipula que las bajas colombianas serán reemplazadas con soldados colombianos que ya estaban en el país o con prisioneros españoles. Al final, durante la campaña servirían 13 000 colombianos en Perú (3.000 llegados con Sucre) de los que 8.000 regresaron a su país.
El 23 de junio el Congreso depone y proscribe a Riva Agüero, que huye a Trujillo con sus partidarios, dejando el poder a Sucre y el nuevo presidente, José Bernardo de Tagle. Se inicia un conflicto entre el «presidente de Lima» (Torre Tagle) y el «presidente de Trujillo» (Riva Agüero), tras fallar los intentos de acuerdo de sus representantes, general Juan Salazar y el coronel Juan Manuel Iturregui respectivamente.
El Libertador zarpó de Guayaquil el 6 de agosto. El 1 de septiembre de 1823, en el bergantín Chimborazo y entre vítores de los limeños desembarcó en Callao. Riva Agüero de mala gana aceptó la autoridad del Libertador pero rápidamente empezó a negociar con los realistas. El conflicto finalmente acabó cuando Riva Agüero fue apresado en Trujillo por el regimiento de coraceros del coronel Antonio Gutiérrez de la Fuente el 25 de noviembre. Fue desterrado a Germania, donde se casó en julio de 1826 con la princesa Carolina de Looz Coorswarem, hizo una activa campaña de prensa negativa contra Bolívar y se dice que planeo hacer expediciones para coronar en América al infante Francisco de Padua o algún príncipe alemán.
Con los refuerzos colombianos empezó la ofensiva. El 9 de diciembre de 1824 se libró la batalla decisiva en Ayacucho, rindiéndose ese mismo día las fuerzas virreinales.

### Régimen de Bolívar en Perú
El régimen bolivariano rápidamente se ganó la animadversión de los peruanos: creó una Corte Suprema que encarceló o desterró a varios opositores políticos, y fusilar a militares o guerrilleros patriotas que discreparon públicamente. Su represión a toda oposición civil y a la aristocracia hizo que muchos (como Tagle) se pasaran al bando realista. Esta política venía de antes. Se impidió el ejercicio de la libertad de prensa y se retiró a los cabildos el derecho de elegir sus autoridades municipales (26 de mayo de 1826).
Mientras hace reclutar a gran parte de los monárquicos rendidos en Ayacucho, Bolívar desmoviliza a la mayoría de las unidades peruanas (unos cinco mil que reemplazaron las bajas grancolombianas) y después de la capitulación del Callao, presenta el 10 de febrero de 1826 la exigencia de enviar a 6.000 reclutas peruanos a servir a Venezuela, enviándose los primeros contingentes en julio, probablemente no más de 3.000, oficialmente para reforzar las defensas ante una posible invasión francesa (Cien Mil Hijos de San Luis) pero en realidad era para enfrentar al general Páez, quien había iniciado La Cosiata, movimiento separatista en Venezuela. Las tropas allí enviadas, por la lejanía y desconocimiento del idioma (la mayoría eran indígenas que apenas sabían español) dificultaban la deserción o el amotinamiento, muriendo muchos de los enviados por el clima y enfermedades tropicales. Se sabe que algunos sobrevivientes fueron repatriados de Nueva Granada y Venezuela en 1852 y 1857 respectivamente. Acabada la guerra con España, los grancolombianos lentamente abandonaron Perú, debilitando la posición del Libertador. A mediados de 1826 2.400 hombres de la división de José María Córdova y 1.200 de la de Bartolomé Salom abandonaron Perú.
Otra medida que lo hizo detestado por los indígenas fueron las tasaciones hechas en pleno caos bélico, sin control y muchas veces por funcionarios miembros de la aristocracia criolla o comprados por ella, que permitieron la división individual de sus tierras comunales y su compra por los hacendados. Restableció la esclavitud de los negros y pardos en las plantaciones de caña de azúcar en la costa (abolición hecha por San Martín para ganarse el apoyo de estos) y los tributos, mitas y pongüeajes indígenas para ayudar a las finanzas peruanas.
Un factor más del rechazo a Bolívar era la anexión colombiana de Guayaquil, ciudad vinculada comercial y culturalmente a Perú. Los peruanos deseaban recuperar una ciudad que consideraban suya. Además, durante surge el conflicto limítrofe por Maynas y Jaén.

### Constitución Vitalicia
En julio de 1826 el Libertador convoca Congresos Electorales para aprobar la Constitución Vitalicia, pero el 30 de noviembre y sin elección previa de diputados ni permiso de la Corte Suprema se la promulgó.
Esta Carta Magna establecía un poder ejecutivo con amplias atribuciones, vitalicio y con derecho a designar un sucesor (el vicepresidente, similar a la dinastía Antonina), un Congreso hereditario (como la Cámara de los Lores) y una administración autoritaria, militarista y centralizada. Todo para prevenir el caos. Se esperaba que fuera el modelo de gobierno para Bolivia y la Gran Colombia. Ese carácter vitalicio chocaba contra una ley peruana del 16 de diciembre de 1822, donde se declaraba que el poder ejecutivo no podía ser ni vitalicio ni hereditario. El enfrentamiento se potenciaba con otra ley, del 17 de noviembre de ese año, donde se señala que el ejército y la marina peruanas sólo podían tener oficiales de ese país, y en la administración civil se debía dar preferencia a los postulantes nacionales. Debe mencionarse que Bolívar estaba acostumbrado a tal tipo de gobierno. En la Gran Colombia había un fuerte presidencialismo justificado en la guerra y la necesidad de un líder con poder casi ilimitado por la crisis constante. Por las constituciones vitalicias y autoritarias promulgadas para Perú y Bolivia se acusaría al Libertador de usar a sus ejércitos para imponer sistemas políticos más que independizar países.

## Independencia de Bolivia

### Situación de Charcas
Pero lo que más resistencia a Bolívar provocó fue la independencia de Charcas. Con fuertes vínculos comerciales y culturales con el Perú, había quedado bajo la autoridad de Lima desde 1810 para evitar que lo conquistaran las tropas revolucionarias porteñas. De hecho, los cabildos habían pedido tan anexión, aunque en verdad fue una maniobra del virrey para justificar su política. El «súper virrey» Abascal aprovechó la existencia de algunos bastiones realistas en Sudamérica para llevar a cabo una política de expansión territorial de forma autónoma a España y a costa de las «dos criaturas borbónicas» (los virreinatos borbónicos que habían colapsado rápidamente), y también era una estrategia de ir a la ofensiva contra las juntas de gobierno.
Con una fuerte propaganda antinapoleónica en Perú, enviando dinero y refuerzos a sus aliados, se lograron armar expediciones que permitieron recuperar los antiguos territorios virreinales. El rechazo a este expansionismo sería una de las causas de las intervenciones chileno-rioplatense (1820-1821) y grancolombiana (1823-1826) que lograron su propósito de acabar con la obra de Abascal. En cambio, los patriotas peruanos jamás se posicionaron frente a esta política de integración, lo efímero de sus movimientos lo impidió. La «política de “recuperación territorial”» de Abascal (y continuada por Pezuela hasta 1820) y el convertir al Perú en el centro simbólico y material de la contrarrevolución sudamericana, sólo fue posible gracias a la coincidencia de intereses entre la autoridad española y la aristocracia peruana.
Los gobiernos revolucionarios de Lima consideraban a Charcas su territorio. Una de las razones para que Riva Agüero enviara la expedición de Santa Cruz antes que llegara Bolívar fue el asegurar la soberanía peruana en Charcas (él suponía acertadamente que los colombianos no veían con buenos ojos un Perú demasiado poderoso). El resultado fue un desastre militar y el enfrentamiento entre el presidente peruano y Bolívar.

### Sucre en Alto Perú

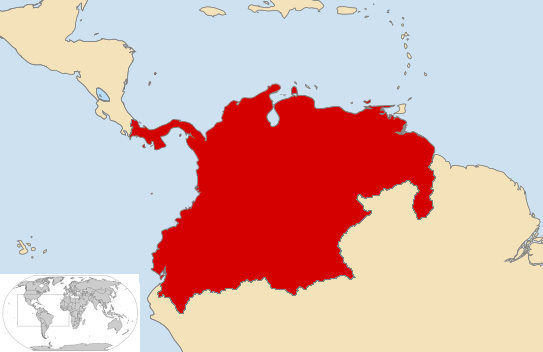
Mapa de la República de la Gran Colombia (incluyendo territorios reclamados).

En 1825 Sucre reunió 3.000 peruanos y 1.000 colombianos (más 3.500 en reserva) y conquistó el territorio, venciendo fácilmente al general Pedro Antonio Olañeta, cuyas tropas desertaron, quien murió. El 23 de febrero el Congreso peruano le exigió formalmente hacerlo en nombre de la soberanía peruana en dicho territorio. Los motivos de Sucre para esta campaña estaban en apropiarse de los ricos recursos argentíferos, ganaderos y agrícolas de Charcas para pagar, alimentar y vestir al ejército; para Bolívar, eliminar a Olañeta era necesario antes de que consiguiera apoyo europeo o brasileño; y para ese Congreso la Constitución de 1823 exigía eliminar toda posible amenaza a su independencia.
En Puno Sucre tomó como asesor al sobrino del general, Casimiro Olañeta, y al llegar a La Paz convocó un Congreso Constituyente para crear un gobierno para Charcas por consejo de este, quien le animaba a fundar una república y hacía propaganda a su favor entre los notables. Un decreto se publicó en La Paz el 9 de febrero llamando a realizar el Congreso en Oruro el 29 de abril. Bolívar aceptó de mala gana el llamado de su general. En Arequipa, el 16 de mayo, Bolívar ordenó convocar una Asamblea Constituyente en Chuquisaca. Esta abrió sesiones el 10 de julio en el salón de la Universidad local por 48 diputados, de los 39 que estaban presentes 30 eran egresados de esa institución; todos nobles hacendados y apenas dos habían combatido a los realistas. Representaban a La Paz, Santa Cruz, Chuquisaca, Cochabamba y Potosí.
El diputado Eusebio Gutiérrez (La Paz) dice que sería muy difícil mantener el orden si eran independientes, lo mejor era unirse a Perú pero trasladando el gobierno a Arequipa o Cuzco. El sacerdote y vicepresidente de la asamblea, José María Mendizábal (La Paz), aboga por lo mismo aunque acabara votando por la independencia. José Mariano Enríquez (Potosí) y José Ignacio Sanginés Calderón (Cochabamba) exigen que las tropas colombianas permanezcan para garantizar su independencia e impedir una guerra civil. Isidoro Trujillo (Potosí) apoya la independencia pero con una cláusula constitucional que les permita federarse a sus vecinos. El presidente de la asamblea, José Mariano Serrano, le responde que no podrá haber un «Estados Unidos del Perú» porque el legislativo peruano es unicameral, su ejecutivo incompetente y las provincias altoperuanas cumplen con los requisitos para ser una república. La facción de Olañeta logró dominar las sesiones y desplazó a los diputados de La Paz o Cochabamba, partidarios de la unión con Perú, hasta que finalmente 45 votaron a favor y sólo los paceños Gutiérrez y Juan Manuel Velarde por unirse a Perú, logrando proclamar la independencia el 6 de agosto.
Se apoyaron para tal decisión en el miedo de muchos criollos charqueños a que una unión con Perú los dejara bajo el dominio limeño. Quince años de ser gobernados por Lima había provocado la animadversión de la élite charqueña. A la élite chuquisaqueña en particular no le gustaba la idea de verse sometida a las lejanas Lima y Buenos Aires. De ahí que sus miembros actuaran aceptando el arbitraje colombiano pero sin dejar actuar a los porteños o limeños. En cambio, los paceños veían en la «refusión con el Perú» una vía de escape del dominio de los chuquisaqueños, ya que tenían mucha mayor vinculación con el sur peruano a nivel cultural y económico. También sabían que si perdían el acceso a los puertos del sur peruano dependerían de los minúsculos que había en el desierto de Atacama. En el proceso no participaron las masas indígenas, sólo los estratos altos y medios de la población, es decir, criollos. Sin embargo, por su control del ejército y los congresos de Lima y Chuquisaca la última palabra del destino altoperuano lo tenían Sucre y especialmente Bolívar.

### Organización del nuevo país
Hábilmente, Sucre aconsejó a los partidarios de la independencia ganarse al Libertador. Se proclamó el aniversario de la batalla de Junín y del cumpleaños del Libertador feriados nacionales, se le proclama buen padre, se ordena erigirle una estatua ecuestre en cada capital departamental, que su retrato decore todos los tribunales, cabildos, universidades, colegios y casas de enseñanza pública y se le obsequia una medalla de oro con dibujos e inscripciones alusivas a su gloria. Similares honores corresponden a Sucre. Cuando Bolívar llegó el 18 de agosto a La Paz fue recibido con gran pompa.
Entre las primeras leyes del día siguiente, estuvieron proclamar a Bolívar líder supremo del nuevo país pero mientras estuviera en su territorio, pero cuando este se retira se nombra a Sucre presidente el 3 de octubre pero sin confirmarlo formalmente, algo que sería usado posteriormente por los enemigos del cumanés y por lo que Sucre reprocharía a Bolívar. Inicialmente, Sucre quiso que Bolívar gobernara directamente el país por año y medio o dos, así podrían ver cómo se desarrollaban Buenos Aires y Lima para que los locales decidieran. Al final, la aceptó pero solo por dos años, esperando volver a Quito con su esposa después de que se estabilizara el país, se formara un Congreso Constitucional y se concretaran los proyectos regionales de Bolívar. El 26 de mayo de 1826 sería proclamado oficialmente Presidente Constitucional de la República por la Asamblea Constituyente.
Bolívar estuvo un largo tiempo en Cuzco fundado asilos y escuelas para señoritas, ingresando a Bolivia a mediados de septiembre. Viajó a Chuquisaca, donde el Congreso Constituyente le pidió que les redactara una constitución, le entregó una corona triunfal áurea a Sucre (quien se le cedió a Córdova, líder de la carga decisiva en Ayacucho), decretó la abolición del tributo indígena (pronto suspendido), fundó cementerios por motivos de salud pública para no enterrar cadáveres en iglesias, invitó a Simón Rodríguez a hacerse cargo de la educación de la nueva nación y subió el cerro argentífero de Potosí, donde enarboló las banderas de Argentina, Chile, Colombia y Perú en señal de liberación de todo el continente. También decidió que la capital sería Chuquisaca, la que renombró como Sucre.
El 6 de octubre el Libertador entregaba al nuevo país un proyecto de constitución y garantizaba una guarnición de 2.000 colombianos hasta conseguir plena estabilidad interna. Bolívar soñaba con que este país fuera el modelo de la federación andina que ambicionaba.
Joseph Barclay Pentland, en 1827, describió que en la naciente república vivían 1.100.000 personas, tres cuartos indios analfabetos que no sabían español y vivían en condición servil. Sus principales ciudades eran La Paz (40.000 habitantes), Cochabamba (30.000), Chuquisaca (12.000), Potosí (9.000), Santa Cruz (9.000) y Oruro (4.600).

### Reacciones
Rápidamente se acusó a Sucre de buscar la división del Perú al permitir tal decisión. La verdad es que Bolívar transfirió la decisión final a Sucre, mucho menos preocupado en ligas continentales, y así legitimando la autonomía boliviana.
Los grancolombianos deseaban evitar un caos político que arruinara sus planes. Bolívar consideraba que Charcas le pertenecía legalmente a Buenos Aires, pero ésta estaba sumida en la anarquía, darlo a Perú iría contra los principios en que se basaban las nuevas fronteras y dejarlo independizarse podía servir de ejemplo a Quito. Quería que Sucre esperada mientras se reunía en Panamá con personeros peruanos y rioplatenses para resolver el asunto teniendo en cuenta la voluntad popular. El general Juan Antonio Álvarez de Arenales, representante porteño, estuvo de acuerdo.
Inicialmente esta secesión molestó a Bolívar, pues iba contra sus planes de un gran estado andino, pero los consejos de Santander y el halago de Sucre y los criollos bautizando el nuevo país con su nombre lo hicieron ceder. La unión del Bajo y Alto Perú era vista como demasiado peligrosa por Bolívar, Santander, Sucre y Buenos Aires. Esto permitía tener un aliado a la espalda de un país que ya mostraba pretensiones sobre territorios colombianos. Además, Bolivia serviría como Estado colchón entre Lima y Buenos Aires.
Hubo oposición en algunos círculos de Bogotá y sobre todo de Lima. La decisión lo distanció de los peruanos, recién el 25 de mayo de 1826 el Consejo de Gobierno peruano, bajo su influencia, reconoció la independencia boliviana. A los limeños les molestaba que según el principio de Uti possidetis iuris, el virreinato de Nueva Granada se había independizado intacto, mientras que el suyo no.

### La cuestión de Arica
Los Bolivianos también reclamaron Arica, puerto por donde exportaban sus riquezas, pero se vieron obligados a quedarse con Cobija, ya que Bolívar no quería provocar más a los limeños. Les ofreció entregarles Arica cuando formaran una federación con Perú pero manteniendo la soberanía peruana del puerto. Desde 1815, tras la derrota porteña en Viluma, el acceso a los puertos del Pacífico (y a Cuzco, Arequipa y Tacna) había desplazado a la ruta del Atlántico como principal salida al comercio exterior.
Sucre envió al general Francisco Burdett O'Connor para elegir entre Atacama, Cobija, Mejillones y Loa el puerto a invertir. Todos le dieron mala impresión pero se decantó por el segundo, al que rebautizó Puerto La Mar, que abrió su muelle al comercio en 1826. Resultó una quimera, ni Santa Cruz lograría desarrollarlo.
Buscando alternativas, los altoperuanos enviaron la secreta «legación legislativa», una comisión para pedirle a Bolívar suspender el decreto del 16 de mayo de 1825 por el que Arica era peruana pero fallaron. Ese problema para su comercio sería una de las causas principales del apoyo a la futura Confederación Perú-Boliviana. Los bolivianos llegaron a ofrecer territorios del lago Titicaca por Arica y Tacna, específicamente todo el lago, incluyendo Copacabana y Apolobamba o Caupolicán.

### Intentos de unión de ambos países
Muchos creían que la división de los «dos Perúes» era transitoria porque pronto se establecería el gran estado andino proyectado por el Libertador. Por eso el gobierno peruano envía al plenipotenciario Ignacio Ortiz de Zevallos para negociar límites y la federación con Charcas justificándose en su afinidad histórica, económica y geográfica y por estabilidad. En Chuquisaca terminaría firmando un tratado con los ministros bolivianos Manuel María Urcullu y Facundo Infante el 15 de noviembre de 1826. Por Apolobamba y pagar cinco millones de pesos a los acreedores externos de Perú, Bolivia recibiría Arica, Tacna y Tarapacá. Olañeta e Infante intentaron que el Congreso boliviano no ratificara el tratado pero fallaron, se dieron cuenta de que la intención de Ortiz era generarle a Sucre una deuda externa tal que su economía colapsara y tuviera que unirse pacíficamente a Perú. En Lima el problema fue que la entrega de territorios debía ser inmediata pero no el pago de la deuda, lo que hizo que el canciller José María Pando y el presidente de la Junta de Gobierno Andrés de Santa Cruz rechazaran el tratado. Dejan claro que entregaran Arica o Iquique pero solo por beneficios inmediatos. En cuanto a la idea federativa, lo pactado establecía un ejecutivo y legislativo muy débiles que sólo generarían caos y los harían dependientes de Colombia para mantener el orden.
Sucre también deseaba retrasar todo lo posible cualquier unión con Perú (sabiendo que caería bajo su hegemonía cuando pasara), anexarse todos los territorios ofrecidos por Ortiz, enfrentar a Colombia con Perú, asegurar su espalda pactando con Chile y Buenos Aires y separar Arequipa, Cuzco y Puno de Lima. Sobre este último punto, en 1826 la debilidad interna de Perú era patente. El centralismo de la capital sólo producía nuevos partidarios del federalismo y, en algunos casos, de la secesión, en Arequipa. El prefecto de Puno, Benito Laso de la Vega, intento convencer en Lampa a sus colegas, Agustín Gamarra de Cuzco y Antonio Gutiérrez de la Fuente de Arequipa, de un proyecto de «microfederalismo» o «federación provincial» para separar al sur y forzar a todo el país a unirse a la federación andina de Bolívar. Santa Cruz hizo todo lo que podía para impedir una mayor autonomía en las regiones y perseguir todo movimiento separatista. Separó de sus funciones a Laso y advirtió a los otros dos. Sabía que de prosperar, estos proyectos condenaría a la miseria a Perú.

## Gobierno de Sucre en Bolivia

### Administración

Antonio José de Sucre, segundo presidente de Bolivia.

El general venezolano rápidamente perdió el apoyo que tuvo al principio al ser visto como un mero títere del Libertador. Además, casi todos los prefectos o empleados públicos eran extranjeros, como el comandante Joseph León Galindo Camacho, nacido en Vélez, fue ascendido a general de división y quedó a cargo de Cochabamba. Otro neogranadino, de apellido Fernández, por recomendación de Bolívar, sin haber estado en Junín ni en Ayacucho, recibió una gratificación de cuarenta mil pesos. En esos mismos días, el general Pedro Blanco Soto (futuro presidente de Bolivia) con su división se moría de hambre en Tarija.
La cancillería de Chuquisaca no tomaba resolución alguna en los asuntos internacionales hasta después de recibir los correos de Caracas y de Bogotá. Para empeorar todo, Lima y Buenos Aires veían su gobierno como una peligrosa cabeza de puente de los bolivarianos en el sur del continente. El reconocimiento de los dos últimos al gobierno de Sucre dependía de la posición que tomara en las luchas de poder que se iniciaban entre los nuevos estados. En política interna su gobierno fue inestable, reorganizando el país como él quería pues consideraba que su independencia era obra exclusivamente suya. El liberal suprimió las órdenes monásticas, confiscó los bienes eclesiásticos y reemplazó el tributo indígena con una contribución fiscal sobre los dueños de tierras y minas (blancos que tenía a trabajadores a tiempo completo o parcial, en su mayoría indios que debieron abandonar sus comunidades), ganándose la antipatía de los criollos locales que no veían con buenos ojos estas reformas.
Por aquel entonces las tropas de la República de Bolivia eran los batallones 1°, 2° y 3° (1.800 hombres) y 400 lanceros en La Paz, 300 cazadores a caballo y 300 infantes en Potosí y 100 granaderos en Chuquisaca, todos ellos bolivianos. Las últimas tropas colombianas que quedaban en el país eran el batallón Pinchincha (200 hombres) y el regimiento de Granaderos de Colombia (300 plazas). Junto a piquetes dispersos en el resto del país y milicias sumaban 3.500 combatientes, aunque Sucre esperaba movilizar 5.000. Las tropas colombianas no estaban bajo el mando directo del presidente, sino del general Miguel Antonio Figueredo, un hombre valiente y bueno pero irresoluto.

### Motín de Matute
Las tropas colombianas estaban acuarteladas en Chuquisaca, La Paz y Cochabamba, su presencia provocaba constantes motines entre los altoperuanos. El 14 de noviembre de 1826 el capitán Domingo López Matute se sublevó con los Granaderos de Colombia en esta última ciudad. El escuadrón (que estaba a las órdenes del coronel Otto Philipp Braun) se rebeló después de enterarse de que los parlamentos peruano y boliviano darían dos millones de pesos a los vencedores de Ayacucho pero ellos seguían sin recibir nada. Además, ellos eran maltratados y se la pasaban encerrados en los cuarteles día y noche, mientras sus jefes y oficiales se iban a apostar sus gratificaciones. Este movimiento fue sofocado con prontitud y el Congreso boliviano acusó al gobierno de Buenos Aires de querer anarquizar Bolivia, ya que los productos peruanos y rioplatenses no competían en igualdad, porque los primeros no pagaban aduana. Es cierto que el jefe de la misión diplomática porteña en el país, doctor Francisco Ignacio Bustos, hacia de agitador con dinero y promesas. Este movimiento sirvió de ejemplo al motín de Lima pocos meses después. Debe tenerse en cuenta que por entonces Santa Cruz era el presidente provisional del Perú, pero era un altoperuano con muchos partidarios en Charcas haciéndole propaganda.

### Caída del régimen bolivariano en Perú

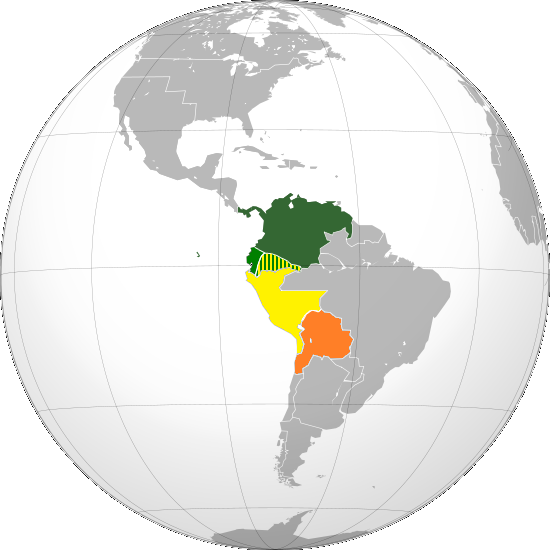
Mapa de los territorios independizados por Bolívar. En verde oscuro la Gran Colombia hasta 1821, cuando comienzan las Campañas del Sur. En verde claro Quito, donde derrotan a los realistas en 1821-1822, y después anexan. En amarillo Perú, donde intervienen militarmente en 1823-1824 y establecen un gobierno favorable hasta 1827. En naranjo Bolivia, país que Sucre independiza en 1825 y permanece bajo su mandato hasta 1828. Bolívar esperaba unificar estos países en su Federación de los Andes.

Bolívar zarpó del Callao hacia Guayaquil el 4 de septiembre de 1826 creyendo sólida su posición en el país, dejó a Andrés de Santa Cruz a cargo de un poder ejecutivo, muy impopular y dependiente del respaldo de una guarnición de soldados grancolombianos. En la noche del 26 al 27 de enero de 1827 los opositores peruanos (los liberales Manuel Lorenzo de Vidaurre y Francisco Javier Mariátegui y Tellería) consiguieron convencer a los 3000 infantes y 400 jinetes guarnición de la 3.ª división grancolombiana de amotinarse al mando del coronel neogranadino José Bustamante, el jefe de la unidad, el general Jacinto Lara fue arrestado con otros oficiales venezolanos. La Constitución Vitalicia fue anulada y se eligió un nuevo gobierno. Después de esto los grancolombianos fueron embarcados para Guayaquil. Aunque inicialmente se pensó en algún intelectual para gobernar Perú, se decidió por la mano fuerte de un general, José de La Mar. Con su nombramiento, el 9 de junio, se iniciaba un periodo inestable de caudillismo militar.
El Libertador nunca renunció a su pretendida presidencia vitalicia ni su hegemonía sobre Perú. Así, mientras luchaba por consolidar la Gran Colombia mantenía guarniciones en Charcas, cerca de 2000 soldados, y al gobierno de Sucre. Esto se veía como una amenaza en Lima, al tener tropas grancolombianas al norte y al sur, pero no se atrevían a atacar porque invadir Bolivia implicaba verse en una guerra en dos frentes, con Sucre bien posicionado en La Paz mientras que Bolívar invadía desde el norte. Esto llevó al gobierno peruano a pedir reiteradamente que las tropas grancolombianas se retiraran de Bolivia.

Un loco basta para alterar una nación y recientemente lo hemos visto en el Perú: un atrevido puede trastornarla y hasta un imbécil puede hacer mal. Bolivia, cercada por las turbulencias de las provincias argentinas y por los desatinos del gobierno peruano, puede ser muy fácilmente envuelta, cuando nunca faltan elementos en el interior para trastornos o para la novedad. Ningún alboroto me sorprenderá; todo lo espero y también espero salvarme de todo después del 6 de agosto [fecha en que debía dejar la presidencia de Bolivia].
 Carta de Sucre a Bolívar, Chuquisaca, 20 de diciembre de 1827.

### Tentativas con Chile y Buenos Aires
En febrero de 1827 Sucre buscó aliarse con Chile y Buenos Aires, aunque supuestamente era para detener al expansionismo brasileño en la práctica buscaba apoyo contra Perú pues sabía su debilidad frente a este. A mediados de año envía como ministro al deán Gregorio Funes a Buenos Aires para conseguir una alianza. Los rioplatenses, en plena guerra contra los brasileños por la Banda Oriental, le exigieron invadir el Mato Grosso y prepararse para llegar hasta Río de Janeiro de ser necesario. Las negociaciones no prosperaron porque los peruanos también enviaron agentes que aseguraban que Bolívar pretendía dividir el continente entre dos grandes imperios: uno colombiano y otro brasileño.

No puede Ud. pensar la caterva de papeles que vienen del Perú para trastornar a Bolivia. Hasta hoy nada han influido, pero quizá a la larga harán algo. En lo que nada ganan es en partido; más bien se va pronunciando algún afecto a los argentinos. De esto me alegro porque podré llevar a cabo el proyecto de la federación de Chile, Bolivia y Buenos Aires.
Carta de Sucre a Bolívar, Potosí, 4 de junio de 1827.

Entre 1827 y 1828 las relaciones peruano-bolivianas empeoraron dramáticamente con un Perú cada vez más hostil al régimen de Sucre, fiel a las ideas de Bolívar.

### Motín de Navidad
El 24 de diciembre se subleva el batallón Voltígeros bajo la dirección del coronel Pedro Guerra porque llevaban meses sin paga. Arrestaron a las autoridades de La Paz e hicieron vítores a Santa Cruz y Gamarra. Exigieron 50.000 pesos, el prefecto reunió cuatro quintas partes gracias a una colecta y a cambio se marcharon de la ciudad con rumbo a Perú. Sin embargo, el general José María Pérez de Urdininea y el coronel Otto Philipp Braun los alcanza en San Roque de Ocomita a las afueras de la ciudad, dejando 84 muertos y 300 prisioneros, 99 de ellos heridos. Sucre viajó de la capital a marchas forzadas y al llegar halagó a quienes restablecieron el orden público diciendo: «Habéis vencido a los vencedores de los vencedores de catorce años», el batallón Voltígeros era un cuerpo veterano de Ayacucho. Según él, agentes peruanos y rioplatenses estaban detrás de esos movimientos.

### Negociaciones
El poderoso e influyente general peruano Agustín Gamarra tenía el ideal de reunificar el Alto y Bajo Perú bajo el liderazgo limeño; mientras tanto Andrés de Santa Cruz se proponía formar una federación, con mayor influencia política de La Paz y Cuzco. Ambos habían conspirado para expulsar a Bolívar y deseaban esa unión pero bajo su gobierno personal.
A inicios de 1827, el mandatario boliviano se enteró de que Gamarra reunía tropas en Puno. Sucre creyó que actuaba según órdenes de su gobierno, que exigía permanentemente la retirada de las tropas grancolombianas. El presidente boliviano había intentado llegar a un acuerdo con Lima anteriormente, invitando a Gamarra a negociar en la frontera a inicios de marzo. El general peruano negó que pretendiese invadir Bolivia y mediante un acuerdo, el 5 de mayo, se comprometió a retirarse a Cuzco en cuanto se reuniera un Congreso en Bolivia y las tropas colombianas dejaran ese país.

Ud. causará siempre recelos mientras quiera ser, al mismo tiempo, general de Colombia, súbdito de Bolívar y Presidente del Alto Perú.
 Carta de Gamarra a Sucre, Lampa, 11 de diciembre de 1827.

El 26 de junio el gobierno peruano expulsó al enviado diplomático colombiano, Cristóbal Armero, acusándolo de formar sociedades secretas para ayudar a Sucre en su plan de separar los departamentos del sur peruano y anexarlos a Bolivia.
En una nota del 12 de septiembre del mismo año, Bolívar aconsejaba a Sucre tener buenas relaciones con los estados limítrofes. Poco después, Gamarra reclamó de que se estuviese reclutando tropas, mientras él retiraba las suyas a Lampa y Pucará, nueve leguas más al norte. Conminó a Antonio José de Sucre a que licenciara a los conscriptos, y que en caso de no hacerlo tendría por roto el pacto celebrado.

«Han venido ya de Puno los 2 batallones y 2 escuadrones que había en Tacna y Arequipa, y están en Lampa y Azángaro los otros 2 batallones y 1 escuadrón del Cuzco, de manera que existen en el departamento de Puno 3000 infantes, 500 caballos y 2 piezas de batalla. No creo que nos ataquen... las han puesto ahí de miedo... Yo he colocado desde Oruro a La Paz 3000 infantes, 700 caballos y 4 piezas de artillería... y podré aumentar... a 6 piezas, 4000 infantes y 1000 caballos... estoy de ese lado descuidado».
 Carta de Sucre a Bolívar, Chuquisaca, 20 de diciembre de 1827.

Sucre se sintió esperanzado cuando su amigo personal, Manuel Dorrego, se volvió gobernador de Buenos Aires el 13 de agosto de 1827. Estas esperanzas se demostraron vanas cuando brasileños y porteños firmaron la paz, la posibilidad de conseguir algún aliado contra Perú se desvanecía ahora que el Río de la Plata enterraba las armas.
Tras el motín de Navidad, Sucre se comprometió a realizar elecciones parlamentarias. Sus opositores se empezaron a unificar al lema de: «Colombianos, no». Un partido boliviano llamado Independiente y que tenía a su frente a Olañeta, propagaba las ideas de Francisco de Paula Santander entre las tropas colombianas y repartía los numerosos papeles y pasquines que venían de Lima y que redactaban José María Pando y Manuel Lorenzo de Vidaurre. El descontento no era contra Sucre, cuya administración era buena, sino contra la política bolivariana, de la que el presidente boliviano era ejecutor con el apoyo de las fuerzas colombianas.
El 5 de marzo de 1828, Sucre y Gamarra se entrevistaron en la frontera. El general peruano le plantea al presidente su preocupación que se intentara invadir Perú por dos frentes, lo que Sucre negó tajantemente. Sin embargo, el general Juan José Flores, a cargo del gobierno de Ecuador, le había propuesto dicho plan anteriormente. Debe mencionarse que Gamarra odiaba a Sucre por menospreciar su participación en la victoria de Ayacucho y no reconocer públicamente sus aportes en aquel evento.

## Conflicto

### Motín de Chuquisaca

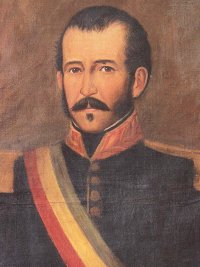
Pedro Blanco Soto, general boliviano cuyas tropas colaboraron con Gamarra.

El conflicto acabó por estallar en Chuquisaca. A las 06:00 horas del 18 de abril de 1828, se informó a Sucre en el Palacio Nacional que se habían sublevado los soldados colombianos del batallón Voltígeros en el cuartel de La Guardia. Le habían llegado informes de que se estaba tramando el levantamiento, pero no deseaba prenderlos antes de tiempo. El presidente envió al coronel José Escolástico Andrade a controlar la situación, poco después acudía personalmente en compañía de sus edecanes, el ministro Infante y el capitán colombiano Cipriano Escalona. Ahí es recibido a balazos por los amotinados. Enardecido por el recibimiento, aplicó espuelas al caballo y entró acompañado de Escalona. Increpó a los soldados: «Granaderos, ¿qué hay? ¿qué queréis?», pero antes de acabar la frase tres descargas cerradas por orden del sargento tucumano Guillermo Cainzo le horadaron el sombrero, lo hirieron superficialmente en la frente y el brazo derecho, mientras Escalona era alcanzado en el izquierdo. Herido, el caballo del mandatario se encabritó y fuera de control giró y corrió hasta las caballerizas del palacio, donde los encargados lograron dominarlo. Sucre se había aferrado a la crin y fue llevado a su lecho con sólo una herida en la cabeza y un brazo roto. Sin embargo, se desvaneció por la hemorragia copiosa en su extremidad. Sucre estaba convaleciente y su vicepresidente ausente, con arreglo a la constitución entregó el poder al general Pérez de Urdininea, presidente de su Consejo de Ministros. El palacio se llenó de partidarios, entre ellos Olañeta, quien juró a Sucre sofocar la revuelta. En cuanto salió se unió a los amotinados, presidiendo su junta y pidiendo a Gamarra intervenir.
Entretanto, Infante quiso llamar a las tropas colombianas que estaban en La Paz. Sucre se opuso, alegando que ellas no podían mezclarse en luchas internas, y que para sofocar la presente bastaba con las que tenía el general Francisco López de Quiroga en Potosí, a quien mando llamar. El general López de Quiroga marchó a sofocarlas, siendo vencido el 30 de abril en un combate en que murió el guerrillero José Miguel Lanza. Más tarde, Infante le escribió a Bolívar tres veces pidiéndole atacara al Perú desde el norte, según una carta del 2 de junio que Pérez de Urdininea descubrió después.
Mientras estaba convaleciente, el 20 de abril, Sucre envió un poder para contraer matrimonio con Mariana Carcelén, quien estaba en Quito. Ocho días después Gamarra se reúne con sus oficiales y les informa que La Mar le dio completa libertad para actuar en el sur. Dispuso que el general Cerdeña mandara la vanguardia de zapadores en el cruce del río y una reserva quedará a cargo de Martínez de Aparicio. Su ejército se componía de los batallones 1° y 2° de Zepita, 1° y 2° del Callao y Pichincha y los escuadrones Húsares de Junín y Dragones de Arequipa.

### Gamarra interviene

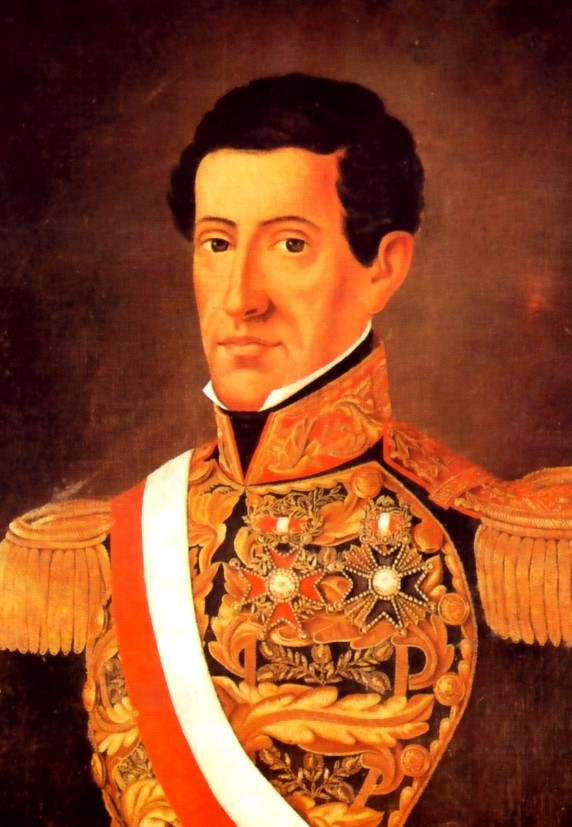
Agustín Gamarra, comandante del ejército peruano.

Gamarra cruzó el 1 de mayo el río Desaguadero un ejército de 4.000 a 5.000 peruanos. Su jefe de Estado Mayor, el general Manuel Martínez de Aparicio, quedó guardando el paso del río. Este último se había mostrado contrario a los planes de su comandante desde el momento en que La Mar lo asignó a su división.
El general peruano publicó una proclama donde criticaba la política de Sucre e indicaba que el Alto y el Bajo Perú debían unificarse. En esos momentos los insurrectos de Chuquisaca habían proclamado como presidente al doctor José Antonio Abencey, Gamarra lo reconoció y afirmó invadir con su autorización dada en una carta del 20 de abril. También envió oficios a Sucre ofreciéndole conservar el orden, invitándole a la reconciliación nacional y prometiéndole que sus tropas jamás atentarían contra la vida del vencedor de Ayacucho. El 10 de mayo Sucre le agradeció por su cortesía pero rechazó su auxilio al no confiar en sus intenciones (se sabía que Gamarra había promovido indirectamente el motín).

«Se trata de una revolución intestina y para sofocarla tengo fuerzas suficientes, pero prefiero entregar el cuello a la cuchilla de mis asesinos, antes que convenir que quede sancionado en América el principio de intervención».

El gobierno de La Mar no hizo nada por detener a su general porque:

...la tónica de la política peruana era de un acentuado anticolombianismo. Creíase entonces en el Perú que, después de la emancipación de España había venido la emancipación de Colombia:y deseábase extender esta última hasta Bolivia, donde seguía una división colombiana,no obstante los afanes de Sucre por lograr su salida, El Perú tenía en el Norte una guerra inminente con Bolívar y con Colombia y recelaba un ataque combinado desde allí y desde Bolivia, si al frente de esta República seguía Sucre.

### Movimientos

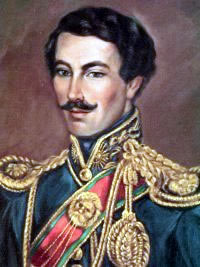
José María Pérez de Urdininea, presidente en funciones de Bolivia al estar Antonio José de Sucre herido.

Las tropas de Bolivia empezaron a desertar ante las promesas de Gamarra. La compañía de 100 infantes del batallón "Granaderos de Pichincha" acampados en Viacha, cerca de La Paz, se unieron al general peruano en cuanto este llegó el 7 de mayo. Al día siguiente entraba triunfante en la ciudad. Pérez de Urdininea, que estaba en Viacha, se retiró con sus pocos seguidores a La Paz y después a Oruro, donde estableció su base el día 17. Gamarra le siguió hasta Caracollo, no muy lejos de su cuartel.
El 17 de mayo el general Blanco Soto se sublevó con los 800 soldados del regimiento Cazadores a Caballo y otras unidades en Chinchas, cerca de Potosí. Ocho días después, cuando Gamarra salía de Sica Sica a Panduro se enteró de la rebelión y decidió contactar con Blanco Soto. El día 22, el capitán de dragones Montenegro cargo contra una partida de 32 bolivianos y capturó a 29, incluyendo al teniente Mota, quien levemente herido fue llevado ante Gamarra, que lo liberó a él y sus soldados. Mota se marchó pero sus hombres se sumaron al ejército peruano. El día 26 el coronel Ramón González, el comandante de Cazadores Manuel Valdez (jefes de los batallones 1° y 2° de Bolivia respectivamente) y capitán de artillería Narciso Núñez intentan un motín en Paria pero son sorprendidos antes de efectuarlo, huyen y dos días después llegan al campamento peruano en Caracollo.
Tras celebrar una junta de guerra en Oruro, el presidente provisorio Pérez de Urdininea decidió enviar al general López de Quiroga contra Blanco Soto, considerado un error militar al dividir sus fuerzas y no enfrentar al ejército peruano, permitiéndole entrar y ser honrado como libertador a Oruro, Potosí y Chuquisaca. Gamarra envió sus mensajeros a Atita, cerca de Paria, ahí sus negociadores (coronel Miguel Benavides, teniente coronel Agustín Lira, doctor José Maruri de la Cuba y como secretario a su cuñado y sargento mayor Juan Bautista Zubiaga). Pérez de Urdininea envió a su propia comitiva (coronel Anselmo Rivas, teniente coronel José Ballivian, auditor Mariano Calvimonte y de secretario al capitán Manuel Sagarnaga). Se menciona que las negociaciones fracasaron porque Zubiaga trató despreciativamente a los bolivianos.
Cerca de Oruro, en Caihuasi (también llamado Collahuasi o Caihuasi), durante la fría noche del 30 de mayo, mientras las rabonas atendían a los soldados a las órdenes de Francisca Zubiaga y Bernales, esposa de Gamarra, la caballería de Braun intento robar los caballos del ejército peruano pero los cazadores del Pichincha supieron dispersar al centenar de bolivianos que llegaron al Cuzco. Los peruanos tuvieron 9 muertos. Gamarra siguió hasta Oruro, donde entró el 2 de junio.
Mientras la división del general Blas Cerdeña salía de Quillacollo y ocupaba Cochabamba el 10 de junio, el general Blanco Soto evita a López de Quiroga marchando de Potosí al sur hasta casi llegar a Tupiza, luego al oeste y finalmente contramarcha con rumbo al norte para unirse al general peruano Cerdeña, ocupando juntos Chuquisaca el 12 de junio, dos días después de que la abandonara Pérez de Urdininea. Al llegar enviaron un piquete a Nucho (o Ñuccho), donde estaba convaleciente Sucre, arrestándolo el 4 de julio. Poco después lo liberó y dejó ir a Mojotoro. Quedó a cargo del ayudante de Gamarra, coronel Bernardo Escudero, y lo visitó el joven capitán José Rufino Echenique. Poco antes, el 25 de junio, Braun intento nuevamente resistir, esta vez en Oruro logró forzar al batallón Zepita a retirarse sin sufrir bajas con el grueso del ejército peruano. Al venir la principal fuerza enemiga se retiró vencido. Así toda Bolivia, excepto Santa Cruz y Tarija, quedó en manos de Gamarra.

### Tratado de Piquiza
Sabiendo la futilidad de resistir, Sucre le pidió a Pérez de Urdininea negociar con Gamarra. Finalmente sus representantes firmaron un tratado en Piquiza el 6 de julio. Los colombianos saldrían por Arica en transportes peruanos pagados por Bolivia. También se estipuló la convocación a un nuevo Congreso Constituyente el 1 de agosto, caducando los poderes de los entonces diputados. Antes de instalarse el nuevo Congreso y para evitar enfrentamientos, Gamarra envió a Cerdeña a La Paz con los batallones Pichincha, Callao y Zepita y los escuadrones Húsares de Junín y Dragones de Arequipa. El general logró imponer orden entre los que partidarios del prefecto José Ramón de Loayza Pacheco, puesto en el cargo al llegar los peruanos, y los del doctor Baltazar Alquiza, anterior prefecto.
Pérez de Urdininea dirigió una proclama a los bolivianos y otra a los soldados, felicitándolos por la independencia y defendía que el Tratado de Piquiza se había firmado para evitar una guerra civil. El 2 de agosto Sucre dio su último discurso ante el Congreso en Chuquisaca pero nadie se presentó; lo mismo pasó al día siguiente y así comprendió que todo el mundo esperaba que se fuera para iniciar sesiones. Encargó al diputado Mariano Calvimonte leer su discurso, que incluía su renuncia, ideas sobre cómo organizar el gobierno y una nómina de tres personas para el cargo de vicepresidente. En la tarde salió con una numerosa comitiva de la urbe, llegando el día 25 a Cobija. El 4 de septiembre se embarcó en la fragata inglesa Porcupine para el Callao con los tenientes coroneles Estanislao Andrade y Juan Antonio Azaldeburo, el capitán José Valero y el capitán cirujano Santiago Zavala.
Gamarra, ascendido a Gran Mariscal por el tratado, remitió 10 000 pesos a Braun para que salieran las tropas y encargó al general Martínez de Aparicio vigilar su marcha. El 27 y 28 de julio partieron de La Paz para Arica, por la ruta de Tacora, los escuadrones Dragones y Húsares de la Gran Colombia. El sargento mayor Juan Bautista Zubiaga fue mandado de Oruro con anticipación para buscar y preparar transportes que los condujeran a su patria. Mientras la Asamblea boliviana elegía un nuevo gobierno, los peruanos guarnecerían Potosí y se retirarían de Cochabamba, Oruro y La Paz, mientras los bolivianos acantonados en Chuquisaca, Cochabamba, Santa Cruz y Tarija quedarían a cargo de imponer orden en la mayor parte del país.
Una consecuencia importante de Piquiza fue que marcó el final definitivo de todo proyecto de unir Colombia, Perú y Bolivia.

### Retirada de Gamarra
El 3 de septiembre se despidió Gamarra del Ministro de Relaciones Exteriores, y el 8 del mismo mes declaró que Bolivia era libre para constituirse y que la Asamblea nacional quedaba encargada de regir sus destinos. En seguida dictó las disposiciones necesarias para que el ejército peruano siguiendo la ruta designada en el tratado, cruzara el Desaguadero. La reacción fueron fiestas y banquetes en Chuquisaca, mientras el general peruano paseaba por las calles recibía vivas y desde los balcones se le arrojaban flores. El 17 de octubre Gamarra llegó a Arequipa. El prefecto La Fuente animó al pueblo a recibirlo con aplausos y vítores.
Las causas del retiro de Gamarra son discutidas, en carta a Bolívar desde Guayaquil el 18 de septiembre de ese año Sucre escribió:

Creo que ciertamente las tropas peruanas evacuan a Bolivia por el doble motivo de atender a la guerra con Colombia y porque Gamarra está convencido de que aquellos pueblos están pronunciados por la independencia y, aunque él les ha hablado de la incorporación al Perú, no querrá ahora violentarlos.

La historiografía boliviana sostiene que el retiro se debió a la posibilidad de un levantamiento en armas contra las tropas invasoras por parte del general José Miguel de Velasco, algo que hubiera sido muy sangriento y costoso para Perú, como también la falta de apoyo político a Gamarra; considerando que la posible razón fuera una combinación de las dos citadas anteriormente. Los historiadores peruanos dicen que Gamarra fue el verdadero fundador de Bolivia como país independiente de todo poder externo gracias a esta acción.
En su proclama de despedida al pueblo boliviano Gamarra expresó:

...que las tropas que habían ido a restituirles sus derechos se marchaban sin haber faltado a su palabra y a sus promesas... Bolívar (la república) tiene ya existencia propia, su suerte queda en manos de sus hijos. Una asamblea nacional está convocada para reformar la Carta ignominiosa que extranjeros ambiciosos os entregaron con la punta de sus bayonetas, solo para colonizaros. Su augusta inauguración sea el principio de vuestra gloria y prosperidad... sea feliz la patria, sea la asamblea nacional la columna de vuestra dicha, reuníos en torno de ella, respetad sus leyes, la concordia y la fraternidad sea vuestra divisa. Si no, siento decirlo, vais a sumiros en sangre y anarquía.

## Consecuencias
Eliminado el enemigo en la retaguardia y derrocado un autoritarismo aún más extremo que el propio, los peruanos se prepararon para la previsible declaración de guerra de Colombia. También le exigieron al nuevo gobierno boliviano ayuda militar pero este estaba más preocupado de sus relaciones diplomáticas con Brasil y se negó.

Si el Perú conquista a Bolivia y la conserva, el Sur de Colombia corre mil y mil riesgos.
 Carta de Sucre a Bolívar, La Paz, 27 de enero de 1828.

### Reacción de la Gran Colombia
La intervención hubiera sido un fracaso sin el apoyo de influyentes bolivianos, deseosos de beneficios personales y de librar a su país de la preponderancia colombiana.
El 3 de julio de 1828, Bolívar, que por esa fecha tuvo noticia de la ocupación de Chuquisaca por Gamarra, lanzó la siguiente proclama:

A los pueblos del Sur:
 La perfidia del gobierno del Perú ha pasado todos los límites y hollado todos los derechos de sus vecinos de Bolivia y de Colombia. Después de mil ultrajes sufridos con una paciencia heroica, nos hemos visto al fin obligados a repeler la injusticia con la fuerza. Las tropas peruanas se han introducido en el corazón de Bolivia sin previa declaración de guerra y sin causa para ello. Tan abominable conducta nos dice lo que debemos esperar de un gobierno que no conoce ni las leyes de las naciones, ni las de gratitud, ni siquiera el miramiento que se debe a los pueblos amigos y hermanos. Referir el catálogo de los crímenes del gobierno del Perú, sería demasiado, y nuestro sufrimiento no podría escucharlo sin un horrible grito de venganza; pero yo no quiero excitar vuestra indignación, ni avivar vuestras dolorosas heridas. Os convido solamente a armaros contra esos miserables que ya han violado el suelo de nuestra hija, y que intentan aún profanar el seno de la madre de los héroes. Armaos colombianos del Sur. Volad a las fronteras del Perú y esperad allí la hora de la vindicta. Mi presencia entre vosotros, será la señal del combate.
 Bogotá, 3 de julio de 1828.

Esta invasión, junto con los desacuerdos fronterizos en las provincias del sur de la Gran Colombia y el norte del Perú, fueron el detonante por el cual se produjo la Guerra grancolombo-peruana.

A pesar de la literatura virulenta de ambos bandos, la lucha era entre la facción antibolivariana peruana y la facción bolivarista de Colombia y no una guerra entre los dos pueblos.

### Conflicto entre Perú y Colombia
El 3 de julio Colombia declaró la guerra a Perú. El 30 de agosto La Mar publicó una proclama para los peruanos en que describió el tipo de conflicto que esperaba: «un triunfo fácil y glorioso». Al comienzo, su optimismo tenía sustento. Su ejército tenía la moral elevadísima tras el paseo triunfal por Bolivia y la autoridad de Bolívar dentro de Colombia se veía cada vez más desgastada, destacando las rebeliones del general José María Obando y el coronel José Hilario López en Pasto y Popayán, quienes solicitaban a los peruanos ir en su ayuda. Además, en el mar la flota peruana era muy superior y pudo imponerse en la primera fase del enfrentamiento, el naval, hasta bloquear las costas enemigas y actuar frente a Panamá.
Estas victorias iniciales les permitieron a los peruanos ocupar Guayaquil el 1 de febrero de 1829. Entre tanto, La Mar había penetrado por tierra y ocupaba Loja el 19 de diciembre de 1828, recibiendo el apoyo del gobernador Manuel Carrión Pinzano, la familia Valdivieso y otros. Había recibido unas actas del cabildo de Quito solicitándole su ayuda. Era una treta del general colombiano Juan José Flores para animarlo a agotarse marchando en territorio hostil. Irónicamente esta invasión salvo al Libertador; según Manuel de Mendiburu: «Si La Mar no entra en Colombia la guerra civil la habría devorado y la caída de Bolívar hubiera sucedido infaliblemente».

Creo que ciertamente las tropas peruanas evacuan a Bolivia por el doble motivo de atender a la guerra con Colombia y porque Gamarra está convencido de que aquellos pueblos están pronunciados por la independencia y, aunque él les ha hablado de la incorporación al Perú, no querrá ahora violentarlos.
 Carta de Sucre a Bolívar, Guayaquil, 18 de septiembre de 1828.

En efecto, Gamarra marchaba presuroso al norte. El 30 de septiembre estaba en Puno, el 15 de octubre en Arequipa y el 14 de noviembre en Lima. Embarcó con su ejército en el Callao con rumbo a Paita el 27 de diciembre, de allí siguió por tierra hasta Loja, llegando el 15 de enero. El presidente lo había estado esperando con su ejército diseminado por la zona. Afortunadamente para los peruanos, los colombianos de Flores acuartelados en Cuenca no habían recibido los refuerzos que llevaba Bolívar por la rebelión de Obando y López, aunque estos se sometieron poco después.
Sucre fue nombrado general en jefe de las fuerzas colombianas en Cuenca en cuanto llegó a la ciudad el 21 de enero. Por parte peruana, dos días antes Gamarra recibió igual nombramiento y La Mar se reservó el mando supremo de la dirección de la guerra. Sin embargo, los peruanos seguían divididos en el Ejército del Norte (La Mar) y del Sur (Gamarra). Después de intentar ganar tiempo con ofertas de negociaciones, los colombianos se mostraron incapaces de perder Cuenca el 10 de febrero. Los victoriosos peruanos enviaron a la división del general José María Plaza, unos mil efectivos, como vanguardia hacia el Portete de Tarqui. Ahí la unidad fue sorprendida por Sucre el 27 de febrero y cuando el resto del ejército de Perú llegó no pudo desplegarse por la estrecha topografía del lugar. Finalmente, La Mar se retiró a Girón para reorganizarse.
Sin embargo, mucho más importantes fueron las divisiones en el mando peruano y la diseminación de sus fuerzas, lo que llevó a la firma del Convenio de Girón esa misma jornada. Por aquel La Mar se comprometía a retirarse de Loja y Guayaquil, devolver los barcos capturados mientras Sucre no exigía Jaén y Maynas (zonas en disputa), también ambos bandos rebajarían sus efectivos en la frontera a tres mil y formar una comisión para fijar fronteras con base a la delimitación virreinal de 1809.
El Convenio no le gustó a Gamarra, ya que su ejército seguía intacto, aún controlaban el mar y los colombianos no podían ni recuperar Guayaquil, mucho menos invadir Perú. De hecho, fue desconocido el 11 de marzo por las tropas de Guayaquil, mandadas por el coronel José Prieto (luego por el general Mariano Necochea), y el 2 de abril por el gobierno en Lima. Finalmente, el desprestigio que le trajo al presidente llevó a la formación de un triunvirato entre sus rivales Santa Cruz, Gamarra y La Fuente. Estos dos últimos fueron prefectos que gobernaron sus departamentos de forma autónoma durante el mandato de La Mar.

### Caída de La Mar
Desde finales de mayo La Fuente acampaba con 1.300 soldados en Magdalena, cerca de la capital peruana, donde gobernaba el vicepresidente Manuel Salazar y Baquíjano. El 4 de junio un grupo de oficiales del ejército escribieron una carta a La Fuente para que acabara con el caos político reinante así que dos días después avanzó sobre la ciudad.
El liberal Luna Pizarro fue arrestado y desterrado a Chile. Por coincidencia, en la noche del 7 de junio, en Piura, mientras se preparaba para dormir, el presidente fue encarado por una comitiva de oficiales con una carta de Gamarra exigiendo su dimisión. Pasados dos días La Mar, el jefe de su Estado Mayor, coronel Pedro Pablo Bermúdez Ascarza, y 8 esclavos negros son embarcados en un barco norteamericano que llegó el 23 de junio a Puntaarenas (Ciudad).

### Relaciones peruano-bolivianas
El Congreso nombró a Santa Cruz presidente y a Velasco vicepresidente, el ubicuo Olañeta tendría un ministerio. Este gobierno no gustaba a Gamarra pero se negó a intervenir directamente sublevándose como le animaba Blanco Soto, así que intrigó para provocar la revuelta de Loayza en septiembre, que proclamó la independencia del departamento de La Paz en nombre de la «República del Alto Perú». Esto obligó a convocar una nueva asamblea que nombró a Blanco Soto presidente y al ahora general Loayza vicepresidente el 26 de diciembre.
El 31 de diciembre de 1828 el gobierno «peruanista» de Blanco Soto fue derrocado cuando el presidente se preparaba para ir a una misa vestido de gala. El coronel José Ballivián apresó en la entrada del Palacio Nacional al vicepresidente Loayza. Blanco Soto intentó ocultarse en una letrina pero también fue capturado. El coronel Mariano Armaza, líder del golpe, dio cuenta de lo sucedido al Congreso, llamado después «Asamblea convulsional», y les exige reconocer el nuevo gobierno interino de Velasco. Los parlamentarios aceptan. Al día siguiente Blanco Soto es ejecutado. Santa Cruz estaba en Arequipa, el prefecto La Fuente le ofreció sus tropas y vicepresidente Manuel Salazar y Baquíjano lo nombró jefe político-militar de los departamentos del sur pero no pudo aceptar porque Velasco lo llamó a su país. El 31 de enero de 1829, con Santa Cruz ya en Sucre, este asume el gobierno. Asumió la presidencia provisoria el 24 de mayo decretando una amnistía, derogando la constitución vitalicia, depurando al ejército, realizando reformas educativas, fiscales y judiciales y haciendo preparativos militares contra el ambicioso Gamarra.
En el caos que siguió a la caída de La Mar, el prefecto de Cuzco fue depuesto por el cabildo y reemplazado por el coronel José Ángel Bujanda el 12 de junio, quien pidió su protección a Santa Cruz. Desde Bolivia el dictador conspiraba a través de la Logia Independencia peruana, con ramificaciones en todo el sur del país, con la complicidad del general Martínez de Aparicio, el prefecto coronel Juan Francisco Reyes de Arequipa, coronel Gregorio Escobedo y algunos curas. El prefecto fue depuesto el 9 de agosto por los coroneles Manuel Amat y León Mateo Estrada, tenientes coroneles Ramón Castilla, Narciso Bonifaz y Juan Cárdenas y sargentos mayores José Palma y Manuel Valdivia. Fue enviado con otros conspiradores a Lima para ser juzgado por su felonía. Por cartas requisadas los peruanos se enteraron de que el dictador boliviano animaba a sus partidarios a alzarse prometiendo cruzar la frontera en su ayuda. Una consecuencia fue la remoción del prefecto de Puno, Rufino Macedo.

### Tensión de 1831
El 26 de agosto de 1830, el coronel Gregorio Escobedo se amotinó en Cuzco por obra de agentes bolivianos. El movimiento es controlado en un día pero llevó a una entrevista personal entre Gamarra y Santa Cruz sobre un puente de barcas en el Desaguadero el 15 a 17 de diciembre. Gamarra nombró a Manuel Bartolomé Ferreyros para negociar con Olañeta el intercambio de Copacabana y Apolobamba, el destino de Arica y la condonación de la deuda boliviana en Arequipa en enero de 1831. Los agentes bolivianos aprovecharon de intentar separar a La Fuente, a cargo del gobierno en Lima, de Gamarra, quien estaba con el ejército en el sur y sublevar Cuzco y Arequipa. En marzo las conversaciones se cancelaron.
El 26 de junio se subleva la corbeta peruana Libertad en Islay y huye a Cobija. El 26 de agosto el bergantín Congreso, que debía bloquear ese puerto, termina enarbolando la bandera boliviana. El parlamento peruano exigió su devolución el 25 y 29 de septiembre respectivamente. Se sospechaba del actuar de agentes de Santa Cruz, así que Gamarra pidió al Congreso poderes extraordinarios y una declaración de guerra a Bolivia pero fue rechazado. En esa época los bolivianos tenían 4.000 soldados y Perú el doble. El parlamento le instó a negociar el 20 de mayo y 3 de junio pidiendo la mediación chilena. Así los representantes de ambos gobiernos firmaron una serie de tratados de límites, disminución de tropas y derechos comerciales en Tiquina (25 de agosto), Arequipa (4 de enero de 1832) y Chuquisaca (17 de noviembre).
También se sabe que Santa Cruz intento convencer al presidente del recién independizado Ecuador, el general Flores, de atacar el departamento de La Libertad después de que se iniciara la guerra entre Perú y Bolivia. Para ello envió en una misión secreta al coronel Antonio Ayardeburu.
Los sueños de Santa Cruz nunca llegaron a concretarse. Su país progresaba en orden a diferencia de Perú, Chile o Río de la Plata y él ambicionaba convertirlo en «la Macedonia de América del Sur», es decir, el país que unificara la región. Parecía que sería realidad en 1831, cuando una comisión de notables de la provincia de Salta fue a La Paz a pedirle que ocupara dicho territorio controlado por el caudillo Facundo Quiroga, pero no quiso involucrarse en asuntos ajenos. En 1836 finalmente invadió Perú pero tres años después perdería definitivamente el poder en Yungay.

«Fue el destino de Santa Cruz impedir en 1829 la unión entre el Perú y Bolivia, que él quiso y no pudo mantener en 1826 y que él quiso y no pudo revivir en 1836».

Gamarra intentó unificar ambos países en 1841 pero fue vencido y muerto en Ingavi.

Cuando en 1828 pudo deshacer a esa República, no quiso. Cuando quiso y pudo en 1831, no lo dejaron sus propios compatriotas. Cuando quiso en 1841, no pudo y lo mataron.

### Caos en Perú
La independencia fue traumática, significó el fin de un orden político, social, económico y cultural que había durado tres siglos. Al Perú le fue difícil recuperarse de su caótico final, entre 1821 y 1840 vivió cinco constituciones (1823, 1826, 1828, 1834 y 1839) y nueve golpes de Estado.
Las prolíficas guerrillas nacidas en la independencia (vistas como una amenaza al proyecto de independencia controlada que se terminó por imponer) la base de las fuerzas de los caudillos de las primeras décadas, cuyas alianzas o negociaciones podían decidir la victoria o derrota de un bando en las eternas guerras civiles. Estas milicias, nacidas del espíritu de defensa comunitario, étnico y localista, permanentemente intentaron defender la autonomía del poder regional frente al nuevo orden republicano, de ahí que muchos pueblos indígenas negocien con caudillos civiles y militares su apoyo en las luchas por el poder. Por este modo, pueblos y regiones impusieron sus intereses al gobierno, y por eso era tan importante para cada dictador recién aupado al poder elegir bien a sus prefectos regionales.
En consecuencia, la sociedad acabó fuertemente militarizada, políticamente disgregada e institucionalmente caótica, pero asombrosamente el país no se desmembró. Todo producto del «precario mandato social sobre los que se fundaron el Estado, la gobernabilidad, la nueva “soberanía” republicana y el sistema político en los inicios de la República».

### Artículos
- De la Jara Cordero, Jesús Rolando. "La Invasión a Bolivia de 1828 (1): Gamarra derrota a Sucre". Blog Agustín Gamarra, Mariscal de Piquiza. Publicado el 30 de julio de 2011. Consultado el 24 de octubre de 2016. Véase en referencias De la Jara Cordero, 2011a.
- De la Jara Cordero, Jesús Rolando. "La invasión a Bolivia de 1828 (2): Agustín Gamarra, Gran Mariscal de Piquiza". Blog Agustín Gamarra, Mariscal de Piquiza. Publicado el 30 de julio de 2011. Consultado el 24 de octubre de 2016. Véase en referencias De la Jara Cordero, 2011b.
- De la Jara Cordero, Jesús Rolando. "La invasión a Bolivia de 1828 (3): Agustín Gamarra, Gran Mariscal de Piquiza". Blog Agustín Gamarra, Mariscal de Piquiza. Publicado el 16 de septiembre de 2011. Consultado el 24 de octubre de 2016. Véase en referencias De la Jara Cordero, 2011c.
- Diez de Medina, José Alberto. "Motín contra el mariscal Sucre". El Diario. Publicado el 4 de febrero de 2015. Consultado el 23 de octubre de 2016.

- Datos: Q5816677